# Лорд-спикер
Лорд-спикер Палаты лордов — это председатель и высшее должностное лицо палаты лордов в парламенте Соединённого Королевства. Эта должность аналогична должности спикера палаты общин: лорд-спикер избирается членами палаты лордов и должен быть политически беспристрастным.
До июля 2006 года роль председательствующего в Палате лордов выполнял лорд-канцлер. После принятия закона о конституционной реформе 2005 года должность спикера Палаты лордов (так она называется в Акте) стала отдельной должностью, что позволило занимать ее не лорду-канцлеру, а кому-то другому. Лорд-канцлер продолжал исполнять обязанности спикера Палаты лордов в течение промежуточного периода после принятия Акта, пока Палата лордов рассматривала новые положения о своем спикерстве.
В настоящее время лордом-спикером является Джон Макфолл, барон Макфолл из Алклуита. На сегодняшний день эту должность занимали четыре человека.

## История
Должность лорда-спикера была задумана в 2003 году после принятия решения о разделении обязанностей лорда-канцлера (первоначально премьер-министр Тони Блэр намеревался полностью упразднить должность лорда-канцлера). Специальный комитет палаты лордов изучил вопрос о новой должности председателя палаты, включая и вопрос о её наименовании. По рекомендации комитета должность получила название «лорд-спикер», в том числе и потому, что данное название уже использовалось ранее в регламентах и справочниках. Лорд-спикер палаты лордов избирается членами палаты и должен быть политически беспристрастным. Лорд-канцлер продолжал исполнять обязанности спикера палаты лордов в переходный период — с момента принятия закона и до вступления закона в силу 4 июля 2006 года.
Первым лордом-спикером была баронесса Хелен Хеймен. Текущий лорд-спикер — лорд МакФелл из Алклуита, вступил в должность в мае 2021 года.

## Обязанности
Основными обязанности лорда-спикера являются председательствование на дебатах в Палате лордов, консультирование Палаты лордов по процедурным правилам, обеспечение безопасности в помещениях Вестминстерского дворца, занимаемых Палатой лордов и ее членами, выступление от имени Палаты лордов на торжественных мероприятиях и представление Палаты лордов в качестве ее посла в Великобритании и за рубежом.
Он обладает меньшими полномочиями, чем спикер палаты общин. Палата лордов в значительной степени самоуправляема, и ее председательствующий традиционно играет менее активную роль в дебатах, чем спикер Палаты общин. Лорд-спикер, в отличие от спикера палаты общин, не призывает палату к порядку, не определяет, кто будет выступать, когда два человека поднимаются одновременно, не выносит решения по порядку, не наказывает членов палаты, нарушающих правила палаты, и не выбирает поправки к законопроектам - все эти функции выполняет палата лордов в целом. Аналогично, если в палате общин речи адресуются непосредственно спикеру, то в Палате лордов - всей Палате; то есть речи начинаются со слов «господа лорды», а не «господин спикер». На практике единственной задачей лорда-спикера является официальная постановка вопроса на голосование, объявление результатов голосования и некоторые объявления (например, объявление о смерти члена палаты). Кроме того, лорд-спикер может досрочно созвать палату во время чрезвычайного положения. 
Как и спикер палаты общин, но в отличие от лорда-канцлера, лорд-спикер должен оставаться беспристрастным и не занимать сторону какой-либо политической партии во время исполнения своих обязанностей. После избрания лорд-спикер аннулирует своё партийное членство, чтобы сосредоточиться на беспристрастном председательстве.